# Philip Pettit
Philip Noel Pettit, född 1945 i Ballygar, är en irländsk filosof och politisk teoretiker.
Pettit är välkänd för sitt försvar av en typ av republikanism, ibland kallad neo-republikanism (ej att förväxla med den republikanism som strävar efter att avskaffa monarki eller det amerikanska republikanska partiet). I sin bok Republicanism hävdar han att det slags frihet som bör främjas handlar om att skydda individer från att vara underkastade människors godtyckliga vilja, t.ex. fruar som är underkastade sina män eller arbetstagare sina arbetsgivare. Detta kan t.ex. förverkligas genom ett slags välfärdsstat. Boken Republicanism inspirerade vissa reformer i Spanien under premiärminister José Luis Rodríguez Zapatero.